# György Rózsahegyi
György Rózsahegyi (* 21. November 1940 in Budapest; † 28. Juni 2010 in Budapest) war ein ungarischer Karikaturist, Maler und Grafiker.

## Leben
György Rózsahegyi begann bereits als Kind, Porträts von Bekannten oder Fremden im Café zu zeichnen, wobei sein Talent zur Grafik und Malerei sehr früh erkannt wurde. Seine Mutter, Magdolna Frank (1905–1993), war eine Schneiderin, sein Vater, Jenő Rózsahegyi (1899–1975), war ein weltbekannter Profiboxer, der vor dem Zweiten Weltkrieg eine angesehene Sportschule in Budapest gründete. György Rózsahegyi folgte seinem Vater in den Boxsport, gab diesen aber wegen einer Sportverletzung auf.
Durch Förderung seines Vaters, der als Hobbymaler aktiv war, begann Rózsahegyi sich ab seinem 14. Lebensjahr neben dem Zeichnen auch mit dem Malen zu beschäftigen.
Rózsahegyi absolvierte sein Kunststudium bei bekannten Lehrern der Ungarischen Akademie der Bildenden Künste, unter anderem als Schüler von János Kmetty. Sein Stil wurde bereits in jungen Jahren von Zeitungsverlagen entdeckt. Damit er den Aufträgen von ungarischen Tageszeitungen wie Magyar Nemzet, Népsport und Esti Hirlap nachkommen konnte, wechselte er von seiner Anstellung als technischer Redakteur und Grafiker in eine Teilzeit-Arbeit.
Der Karikaturist und Grafiker präsentierte seine Werke in über 40 Einzel- und Gruppenausstellungen, zeichnete aber auch an zahlreichen Veranstaltungen, zu denen er eingeladen wurde. Durch seine Schnellkarikaturen war es ihm möglich, bei einem solchen Anlass 200 Leute zu zeichnen und er wurde dafür bewundert, dass innerhalb von Sekunden mit ein paar Strichen der Charakter der Abgebildeten zu erkennen war. György Rózsahegyi starb 2010 in seinem 70. Lebensjahr, als er gerade von einem Künstlerlager in Lakitelek zurückkehrte.
Die Karikaturistensektion des ungarischen Journalistenverbandes erinnerte 2020 mit einer (Corona-Pandemie-bedingten) Online-Ausstellung zum Anlass seines 80. Geburtstags an ihn.

## Schaffen
György Rózsahegyi entwickelte einen einzigartigen karikaturistischen Stil, mit dem er innerhalb einer Minute einen ersten Eindruck der charakteristischen Merkmale der abgebildeten Person wiedergeben konnte.
Während seines Lebens zeichnete Rózsahegyi mehrere tausend Karikaturen, darunter solche von zahlreichen berühmten Sportlern, Schauspielern und Schriftstellern des 20. Jahrhunderts. Er zeichnete jeden ausländischen Prominenten, der nach Ungarn kam, aber er besuchte auch Berühmtheiten während seiner Auslandsreisen. György Rózsahegyi zeichnete bei den Olympischen Spielen in München (Olympische Sommerspiele 1972) und Los Angeles (Olympische Sommerspiele 1984). 
Bekannte Werke sind Zeichnungen von Liz Taylor und Richard Burton, die in Budapest Liz Taylors 40. Geburtstag feierten. Zu seinen Modellen gehörten Roger Moore, Ella Fitzgerald, Pelé, Franz Beckenbauer, Alberto Moravia, Helmut Schmidt, Indira Gandhi oder Fidel Castro. Aus dem deutschsprachigen Raum sind Karikaturen von Politikern wie den deutschen Bundespräsidenten Richard von Weizsäcker und Roman Herzog und den österreichischen Bundespräsidenten Kurt Waldheim und Thomas Klestil entstanden. In der Zwischenzeit malte er auch Porträts von ungarischen Berühmtheiten wie Lajos Kassák, Ferenc Karinthy, Tibor Déry usw., aber auch Landschaften, Stillleben und Akte.

## Galerie

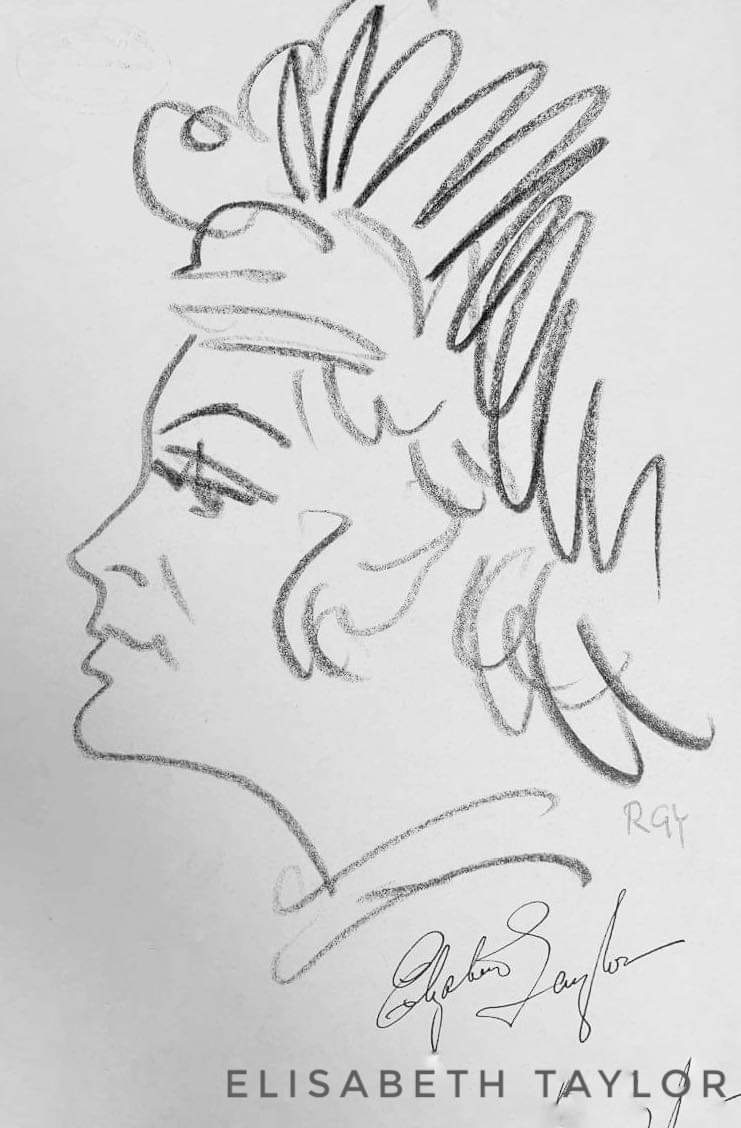
Karikatur von Liz Taylor
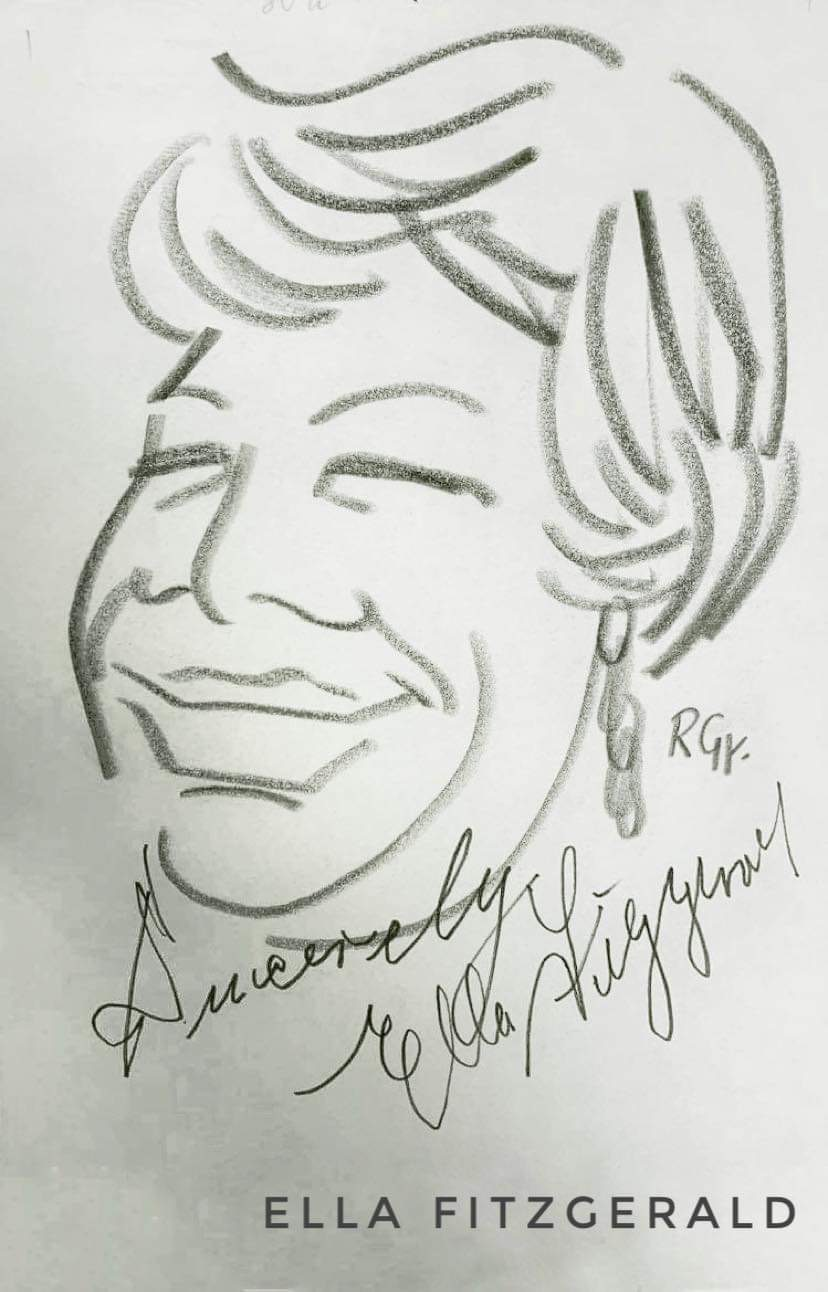
Karikatur von Ella Fitzgerald